# De Beers
De Beers er en koncern, som driver virksomhed med bl.a udvinding af og handel med diamanter. Koncernen blev grundlagt i det sydlige Afrika af Cecil Rhodes. De forskellige datterselskaber indenfor De Beers-gruppen er ansvarlig for cirka 40 procent af verdens diamantproduktion, i værdi .
Selskabet er aktivt i alle kategorier af diamantgravedrift: brud, underjordisk, udvaskning i stor skala, langs kysten og dybt til søs. De Beers er ikke involveret i uformel drift i lille skala, som sjældent er økonomisk rentabel for graveselskaber.
De Beers er tilstede i 25 lande, stort set på grund af sine omfattende ledeaktiviteter. Gravedrift finder sted i Botswana, Namibia, Sydafrika og Tanzania. Gravedriften i Botswana finder sted gennem graveselskabet Debswana , et foretag som er et delt foretag med regeringen i Botswana. I Namibia finder det sted gennem Namdeb , et foretag som er delt med regeringen i Namibia. Gravedriften i Sydafrika finder sted gennem De Beers Consolidated Mines , et partnerskab med den Ponahalo Investments. I Tanzania sker det gennem et partnerskab med regeringen i Tanzania, 75 % ejet af De Beers og 25 % af regeringen. De Beers er i 2007 forventet at åbne sin første grave i Canada, kaldt "Snap Lake", som ligger i Canadas Northwest Territories.